# Io confesso (McFadyen)
Io confesso è un romanzo thriller del 2008 scritto da Cody McFadyen, il suo terzo con protagonista Smoky Barrett.
In Italia è stato pubblicato da Piemme nel 2009.

## Trama
L'agente dell'FBI Smoky Barrett viene convocata a Washington, un'area ben lontana dalla sua giurisdizione, per indagare sull'omicidio di una transessuale, Lisa Reid, trovata morta su un aereo in partenza dalla Virginia. A volerla è stata Rosario Reid, moglie di un noto politico e potenziale candidato alla Casa Bianca, perché ritiene che solo lei sia in grado di catturare l'assassino di sua figlia. Dall'autopsia si viene a sapere che, dall'unica piccola ferita infertale nel costato, è presente una piccola croce d'argento con inciso il numero 143. La squadra di Smoky, composta da Callie, Alan e James, brancola nel buio collegando il caso con altri due molto simili e recenti, finché si scopre, indagando su Internet, dell'esistenza del "Predicatore", un killer seriale il cui intento è quello di svelare i peccati e i segreti più profondi delle sue vittime, allo scopo di assicurar loro la retta via alla destra di Dio, come comunicato dallo stesso Predicatore mediante dei video postati in rete. Ben presto questi minaccerà di uccidere un'altra vittima, e a Smoky e alla sua squadra non resta che rimboccarsi le maniche...